# Palkó Attila
Palkó Attila (Magyaró, 1922. október 9. – Kolozsvár, 2012. augusztus 8.) erdélyi magyar történelemtanár, helytörténész, régész, néprajzi író.

## Családja
Szülei Palkó Rácz András szűcsmester és Borbély Katalin háztartásbeli.
1949-ben vette feleségül Kovács Mária tanítónőt. Két lányuk született, Emese (1951) és Enikő Gyöngyvér (1955).

## Életpályája
Középiskolai tanulmányait a nagyenyedi Református Kollégiumban és Marosvásárhelyen végezte, a Bolyai Tudományegyetemen földrajz–történelem szakos tanári diplomát szerzett (1949).
Pedagógiai pályáját ugyanitt tanársegédként kezdte, majd egyetemi adjunktus (1951–58). Közben történelmi tanulmányokat folytatott a moszkvai Lomonoszov Egyetemen (1954–57). A kolozsvári 11-es (később 3-as számú Matematika–Fizika) Líceum tanára nyugalomba vonulásáig (1959–85). Nyugdíjasként is óraadó tanár volt a Református Kollégiumban 1990 után.
Az Erdélyi Gyopár szerkesztőbizottságának tagja (1993–98).

## Munkássága
Első könyvében a világítás történetét tekintette át, majd mint régész, ásatási eredményeiről az Acta Arheologica (1959), Apulum (1963), Studii și Cercetări de Istorie Veche (1972) hasábjain számolt be. Kurt Horedt munkatársa a Hallstatt-kori lelőhelyek felkutatásánál Vajdaszentiványon (1965), s Nicolae Vassával együtt folytatott ásatásokat a Körös-kultúra neolit kori lelőhelyén Kisbács mellett, a Bácsi-torokban (1968–71). Iskolájában bevezette a történelemoktatásba a gyakorlati régészetet: évente ismétlődő diáktáborozás keretében tárta fel Léta várát, s mind régészeti, mind pedagógiai tapasztalatait A régészeti táborozás kockázatairól című alatt a Korunkban dolgozta fel (1976/3). Az ásatások alkalmából talált középkori hamispénzverő műhelyről Gyulai Pállal és Pap Ferenccel együtt számolt be az Acta Musei Napocensis hasábjain (1983).
Néprajzi munkássága során szülőföldjét, a Felső-Maros-vidék etnográfiáját dolgozta fel a tutajozástól (Korunk Évkönyv 1979) a népdalokig és varrottasokig. Évekig tartó gyűjtőmunkával elkészítette szülőfaluja, Magyaró község történeti és társadalomrajzi monográfiáját. Az erdélyi magyarság múltját feltáró írásait az Új Élet, Igazság, Tanügyi Újság, Korunk, Művelődés, Dolgozó Nő, Fiatal Fórum, Üzenet, Református Szemle, Budapesten a Néprajzi Látóhatár közli. Mint a diktatúra bukása után reaktivált tanár, tanítványaival közösen szerkesztette a kolozsvári Református Kollégium Kollégiumi tükör című 1993-as évkönyvét.
Kiállításokat rendezett a létavári ásatás anyagából (1984), majd magyarói gyűjtéseiből (1986), a régészeti táborozások nevelő hatásáról értekezett a Báthory István nevét felvevő líceum Tiltott évkönyv című kiadványában (1990). A Kalotaszegi Füzetek című sorozatban Varga Alfonzzal közösen kis turistakalauzt állított össze Kalotaszeg címmel.

## Munkáiból
- Győz a világosság (1953)
- Magyaró énekes népzenéje (Zsigmond József szövegkiegészítéseivel, Jagamas János közzétételében, 1984)
- Felső-Maros-vidéki varrottasok (Portik Irénnel és Zsigmond Józseffel, 1985)
- Magyaró. Egy Felső-Maros menti falu évszázadai (1995)
- Zsigmond József–Palkó Attila: Magyaró néphagyományaiból. Szemelvények; Mentor, Marosvásárhely, 1996
- Palkó Attila–Zsigmond József: Magyaró hétköznapjai. Népi foglalkozások, mesterségek; Mentor, Marosvásárhely, 1998
- A Maros-Torda megyei Magyaró hely- és családnevei; ELTE, Bp., 1998 (Magyar névtani dolgozatok)
- Palkó Attila–Szentimrei Judit: Marosmagyarói varrottasok és szőttesek; Kriterion, Kolozsvár, 2008

## Emlékezete
Magyarón az általános iskola 2014 októbere óta Palkó Attila nevét viseli.
A Házsongárdi temetőben nyugszik.